# Laccobius (Compsolaccobius)
Laccobius (Compsolaccobius) – podrodzaj chrząszczy z rodziny kałużnicowatych, plemienia Laccobiini i rodzaju kaługowiec. Obejmuje dwa opisane gatunki.
Takson ten wprowadzony został w 1904 roku przez Ludwiga Ganglbauera jako monotypowy, z Laccobius decorus jako jedynym gatunkiem. W późniejszym czasie do podrodzaju tego włączono jeszcze Laccobius pallidissimus. Oba gatunki zamieszkują palearktyczną Eurazję, przy czym ten pierwszy sięga od wschodniej Europy po Syberię i Mongolię, a ten drugi ograniczony jest do Azji Środkowej.